# Calilena stylophora
Calilena stylophora är en spindelart som beskrevs av Chamberlin och Ivie 1941. Calilena stylophora ingår i släktet Calilena och familjen trattspindlar.

## Underarter
Arten delas in i följande underarter:
- C. s. laguna
- C. s. oregona
- C. s. pomona